# Brian Goodell
Brian Stuart Goodell, född 2 april 1959 i Stockton i Kalifornien, är en amerikansk före detta simmare.
Goodell blev olympisk guldmedaljör på 400 meter frisim vid sommarspelen 1976 i Montréal.